# آرا واهونی
آرا سورنی واهونی (ارمنی: Արա Սուրենի Վահունի؛ زاده ۲۴ فوریهٔ ۱۹۳۸ - درگذشته ۱۳ آوریل ۲۰۰۶) کارگردان فیلم اهل ارمنستان بود. وی بین سال‌های ۱۹۷۰ تا ۲۰۰۵ میلادی فعالیت می‌کرد.

## زندگی‌نامه
وی در ۲۴ فوریهٔ ۱۹۳۸ در ایروان به دنیا آمد و از مؤسسه سینمایی گراسیموف فارغ‌التحصیل گشت.  وی همچنین برنده جوایزی همچون چهره هنری شایسته ارمنستان شوروی (۱۹۸۲) و جایزه دولتی ارمنستان شوروی شد. وی در ۱۳ آوریل ۲۰۰۶ در سن ۶۸ سالگی در ایروان درگذشت.